# 三上陣屋
三上陣屋（みかみじんや）は、滋賀県野洲市三上（近江国野洲郡）にあった陣屋で三上藩の藩庁である。

## 概要
元禄11年（1698年）、遠藤胤親が近江国内で1万石を与えられ、野洲郡三上に陣屋を構えた。遠藤家は美濃国郡上八幡城主であったが、元禄5年（1692年）に常久没後に無嗣改易とされた。しかし、将軍徳川綱吉の側室の甥で旗本白洲家の子を、一旦大垣新田藩主戸田氏成の養子とした上で改めて遠藤家を相続させ、お家再興となった。
その後、遠藤家は大番頭として、二条城、大坂城の城定番を勤めている。元禄13年（1700年）、近江三上に移封され、陣屋を構えた。
第5代藩主で若年寄の遠藤胤統は功績を認められて2千石の加増をうけた。第6代藩主の胤城の時、明治維新を迎えている。明治3年（1870年)に和泉国吉見に移っている。

## 遺構
陣屋址は現存しない。滋賀県湖南市岩根の常永寺山門に陣屋表門が移築現存している。また、民家に陣屋裏門が移築現存している。将軍上洛御殿の一つである、永原御殿が草津市の芦浦観音寺書院に移築されている（重要文化財）。